# Pitcairnia poeppigiana
Pitcairnia poeppigiana är en gräsväxtart som beskrevs av Carl Christian Mez. Pitcairnia poeppigiana ingår i släktet Pitcairnia och familjen Bromeliaceae. Inga underarter finns listade i Catalogue of Life.